# Байса (Кировская область)
Байса — село в Уржумском районе Кировской области, административный центр Байсинского сельского поселения.

## География
Находится на расстоянии примерно 27 километров на запад-северо-запад от районного центра города Уржум.

## История
Известна с 1802 года, когда в ней (на тот момент деревня Кугунер) учтено было 170 ясашных душ. В 1873 году в ней (Кугунур или Байдинское) учтено было дворов 57 и жителей 557, в 1905 75 и 376, в 1926 113 и 443 (303 из них мари), в 1950 270 и 577 соответственно. Нынешнее название с 1891 года. В 1989 году отмечено 1049 жителей. Васильевская деревянная церковь построена была в 1838 году, а каменная в 1865 году.

## Население
Постоянное население составляло 901 человек (мари 87 %) в 2002 году, 669 в 2010.